# 豊和M300
豊和M300（ほうわM300）は、豊和工業が開発した民生用小型半自動小銃（カービン）である。ホーワカービンの通称でも知られる。アメリカ合衆国で設計された軍用自動小銃のM1/M2カービンをベースに、狩猟用・スポーツ用として改良を加えたものである。

## 概要
豊和工業では1946年-1949年頃、日本国政府からの認可を受けてアメリカ軍が使用するM1/M2カービンおよびM1ガーランドの整備および交換部品の生産を担当していた。この際、アメリカ陸軍武器科では本国と同等の品質で部品を製造できるように豊和工業側の要員を訓練・監督し、設備の提供も行った。その後もアメリカ軍向けの部品生産を続けていたが、進駐軍撤退後は自衛隊で配備されるM1カービンおよびM1ガーランドの整備や製造について責任を負うこととなった。自衛隊向けの官給用M1カービンは「U3 M1」という製品名で5,000丁が製造された。
M300は、豊和工業がM1カービンを改良し、狩猟用として再設計したもので、1960年(昭和35年)に15丁の試作品が完成。翌年より一般販売が開始され、戦後初の国産ライフル銃となった。
M1カービンは、本来15発あるいは30発の箱型弾倉を装備するが、M300は日本の銃刀法に合わせ、装弾数5発の箱型弾倉に変更されている。海外向けには10発弾倉もオプションとして用意されている。弾薬は旭大隈工業製の.30 A.O.A.ソフトポイント弾（.30カービン弾）を使用した。
また、M300には製造年により初期型と中期型・後期型が存在する。1960年(昭和35年)-1967年(昭和42年)までの初期型は照準が「山型照門」であり、1968年(昭和43年)以降の中期型の照準は「ピープサイト」（照門が環状型）、その後更なる改良を受けた後期型の照準は「オープンサイト」（照門が凹型）となった。豊和では中期型以降を「豊和・ニューモデル300」（豊和NM300）という名称で販売しており、1965年(昭和40年)にタイ王国国家警察庁では警察官向けの装備としてM300を採用、翌1966年(昭和41年)までに約1万挺がタイ王国に納入された。

## M300が使用された事件
1965年に発生した「少年ライフル魔事件」では、銃砲店に籠城した犯人が店内にあった豊和M300を警官隊・通行人に向け乱射した。また、1968年に静岡県で発生した「寸又峡事件」の際、犯人は豊和M300にM1カービンの30発弾倉を取り付けた上で犯罪に使用した。警察庁は事件後、犯人制圧用の狙撃銃として「豊和ゴールデンベア」を採用し、全国の都道府県警察に配備した。
これらの事件の結果、銃刀法が改正され、ライフル銃の所持許可要件が強化された。また、所轄署の判断基準の変化により、特に防犯上の観念から、新規に小型実包の自動ライフル銃の所持許可を取ることが困難となった。
さらに、前述の事件以外にも、ガンマニアが不法に輸入したM1カービンの部品を使用して警察に摘発される事件が後を絶たなかったため、M300の商品としての寿命は大幅に縮まる結果となった。
M300は1990年代初頭頃には販売を終了した。